# جیمز پنجم
جیمز پنجم (به انگلیسی: James V of Scotland) (۱۰ آوریل ۱۵۱۲ تا ۱۴ دسامبر ۱۵۴۲) پادشاه اسکاتلند و فرزند جیمز چهارم است. او از ۹ سپتامبر ۱۵۱۳ تا زمان مرگ خود، که پس از شکست اسکاتلند در نبرد سُلوِی‌ماس اتفاق افتاد، پادشاه اسکاتلند بود. تنها فرزند بازماندهٔ قانونی او، ماری، زمانی که فقط شش روزه بود به عنوان ملکهٔ اسکاتلند جانشین او شد.